# Pósalaka
Pósalaka (Poșoloaca), település Romániában, a Partiumban, Bihar megyében.

## Fekvése
A Sebes-Körös völgyében, Mezőtelegd és Mezőtelki közt fekvő település.

## Története
Pósalaka Árpád-kori település. Nevét már 1291–1294 között említette oklevél in Pousalaka néven.
1308-ban Posalaka, 1808-ban  és 1913-ban Pósalaka néven írták.
A település a Csanád nemzetség birtoka volt, mely az e nemzetségből származó Tamás comes fiainak 1308 évi osztozkodásakor Tamás fia Pongrácnak jutott.
1308 után Károly Róbert király e községet a Pázmánok ősének, Istvánnak adományozta, kárpótlásul, illetőleg fájdalomdijul azért a három fogért, melyet neki hadijáték közben kiütött.
1336-ban a pápai tizedjegyzékben már mint egyházas község szerepelt.
A 19. század elején a báró Huszár és a gróf Haller család birtoka volt.
1851-ben a Körös áradása nagy károkat okozott a községnek.
Fényes Elek 1851-ben írta a településről:
Bihar vármegyében, a Sebes-Körös lapályos völgyében. Lakja 418 református, anyatemplommal. ... a Sebes-Körös és Medves nevű patak határát gyakran kárositják. Birják özv. gr. Haller Lászlóné, Bölönyi Károly, Desewffy Ignácz, Lászlóffy János utódai.

## Nevezetességek
- Református temploma – 1675-ben épült.